# Targe

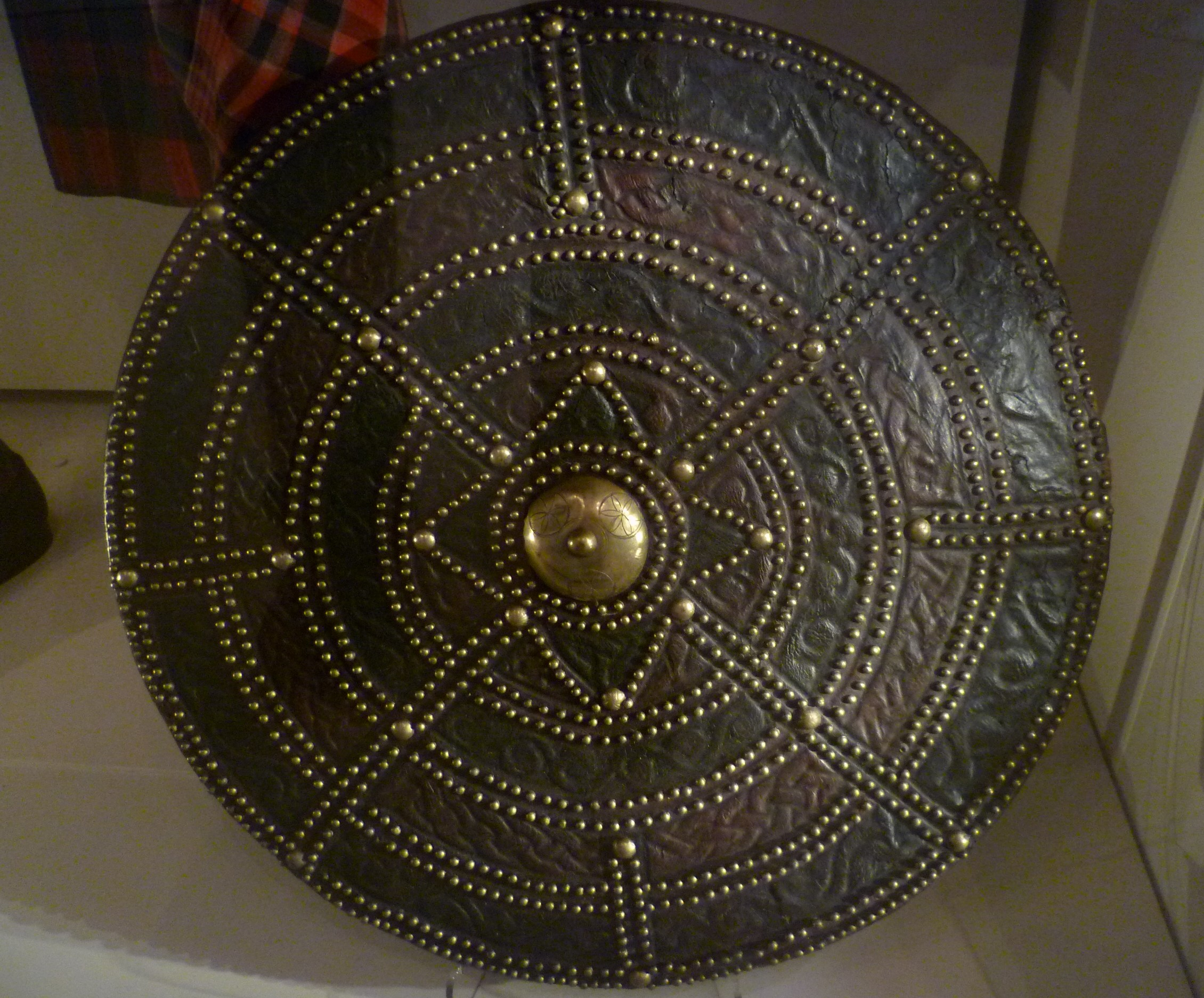
Une targe des Highland exposée au National Museum of Scotland.

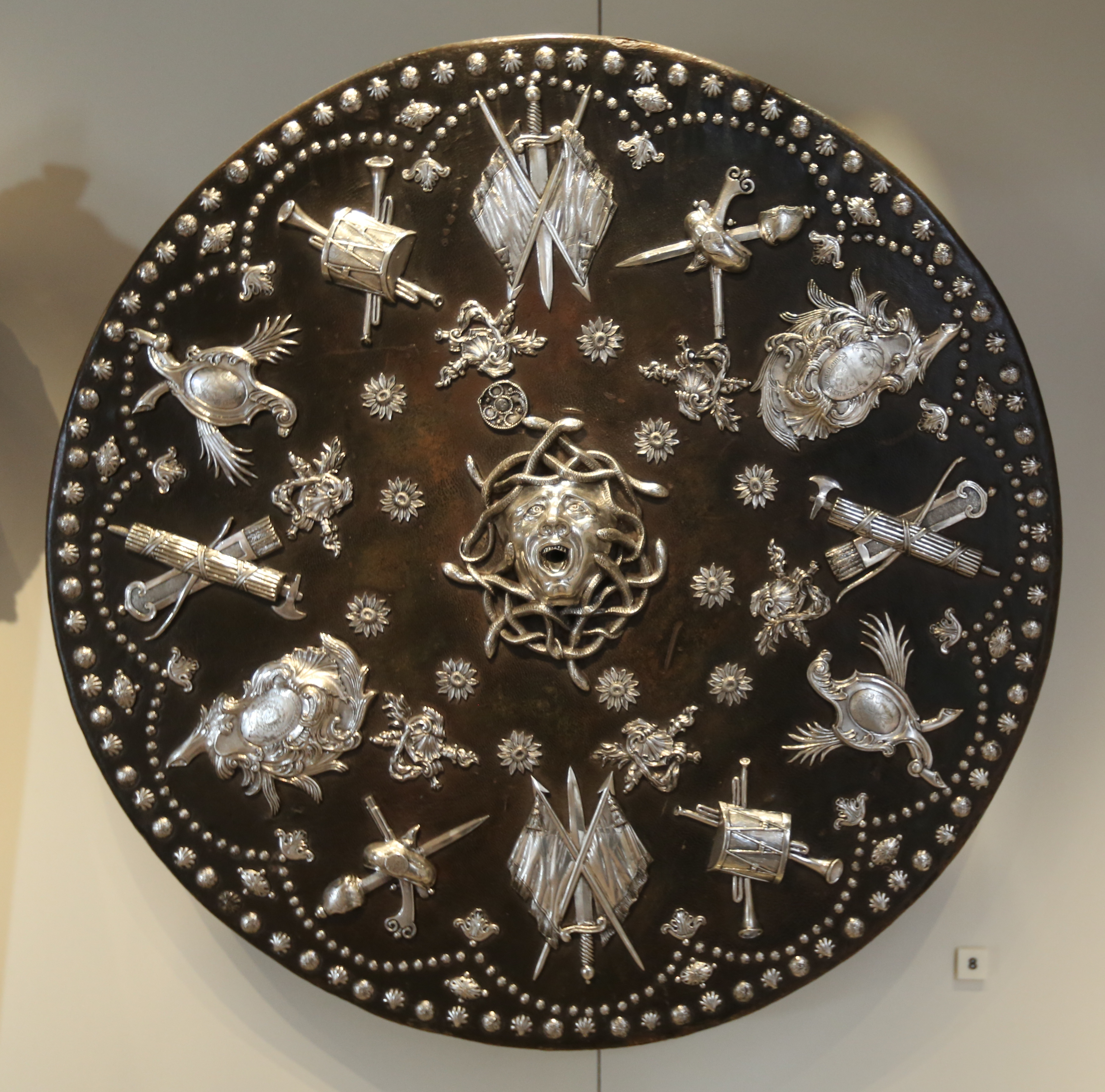
La targe de Charles Édouard Stuart.

La targe est un petit bouclier qui se tenait à la main ou, dans des cas beaucoup plus rares, était directement fixé sur le canon d'avant-bras gauche si le combattant portait une armure. Le diamètre de la targe est d'au maximum 40 centimètres. Elle est constituée exclusivement de fer et non de bois.

## Historique
Ce bouclier est apparu au milieu du XVe siècle et il a disparu au début du XVIe siècle. Il est apparu car dans la deuxième moitié du XVe siècle, la plus grande majorité des soldats qui allaient dans les mêlées avaient des armures complètes, ce qui fait que l'usage de l'écu était devenu inutile.
La targe fut créée en utilisant comme base les rondaches. L'utilisation de la targe est illustrée au moins dans les traités d'escrime bolonaise du début du XVIe siècle.

## Utilisation

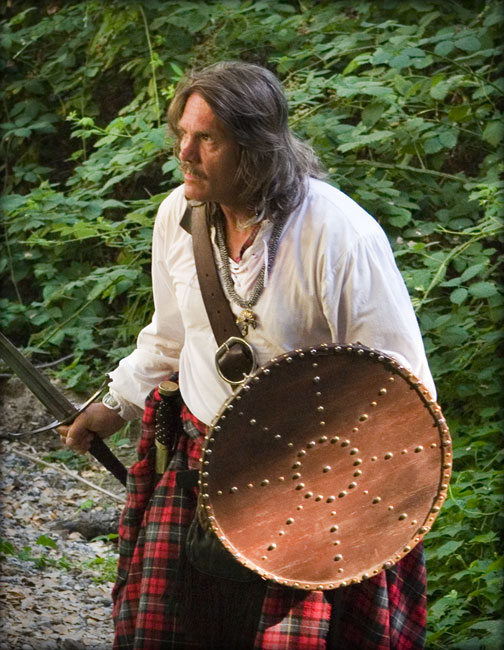
Reconstitution de l'équipement d'un Écossais muni d'une targe.

Ce bouclier s'utilisait dans des combats très rapprochés car ils étaient souvent menés avec des épées à une main ou des fauchons (sorte d'épée courte, tranchante d'un côté uniquement), ce qui fait que la targe pouvait devenir une arme offensive en donnant un coup avec à l'adversaire si l'occasion se présentait.
Contrairement au bouclier normal, il faut aller « chercher » la lame de l'adversaire pour pouvoir la bloquer, ou tout du moins la détourner et ensuite contre-attaquer de suite pour ne pas laisser le temps à l'adversaire de réagir.